# Gentse Opstand (1379-1385)
De Gentse Opstand in de jaren 1379–1385 keerde zich tegen de graaf van Vlaanderen en de koning van Frankrijk. Onder leiding van achtereenvolgens Jan Hyoens, Filips van Artevelde en Frans Ackerman nam Gent het op tegen graaf Lodewijk II van Male, hertog Filips de Stoute en koning Karel VI van Frankrijk. Het was een uiting van de groeiende macht opgeëist door de derde stand en van de economische banden met Engeland die door de Honderdjarige Oorlog onder druk kwamen te staan. Na zes jaren harde strijd erkende Gent het vorstelijk gezag zonder verder bestraft te worden. De droom van de autonome stadstaat werd opgeborgen en het tijdperk van de vorstelijke centralisatie kon nu echt doorzetten.

## Uitbraak van de opstand
Graaf Lodewijk had Brugge gemachtigd om een kanaal te graven naar de Leie in Deinze. Gent dreigde zo een pak inkomsten uit het stapelrecht mis te lopen. In mei 1379, toen de Brugse gravers het Gentse gebied waren genaderd bij Sint-Joris-ten-Distel, werden ze aangevallen door de Witte Kaproenen onder leiding van Hyoens. Daarop arresteerde baljuw Rogier van Outrive een Witte Kaproen. Bij wijze van represaille doodden de Gentenaars de baljuw en legden ze het nieuwe grafelijke kasteel van Wondelgem in de as. Ook andere versterkingen in de buurt werden geplunderd. De wevers trokken door de Vlaamse steden en wisten een algemene opstand tegen Lodewijk van Male uit te lokken, op Oudenaarde en Dendermonde na. Na deze triomf stierf Hyoens op 1 oktober 1379. Hij kreeg een vorstelijke begrafenis.

## Reactie van Lodewijk van Male
Lodewijks schoonzoon Filips de Stoute, hertog van Bourgondië, rukte op naar Vlaanderen en kon een vrede bewerkstelligen die grote toegevingen vergde van de graaf. Lodewijk zocht vergeefs steun in Parijs, maar bij edellieden uit andere Nederlandse gewesten vond hij wel gehoor. Hij ontketende een verwoestende oorlog op het platteland, sneed het rivierverkeer naar Gent af, en vernielde de windmolens waarvan de stedelijke voedselbevoorrading afhing. Handig begon Lodewijk de stedelijke coalitie uit elkaar te spelen. In mei 1380 verloren de Brugse wevers hun macht aan kleinere gilden, en in augustus gaf Ieper zich over. Lodewijk liet honderden rebellen onthoofden op de Grote Markt. Andere steden gaven nu ook de strijd op, waarna alleen nog Gent de opstand gaande hield. Op 2 september sloeg de graaf het beleg op voor hun stad, maar met de winter in aantocht brak hij in oktober op. Twee nieuwe belegeringen brachten evenmin een doorbraak, hoewel in juni 1381 Geraardsbergen werd ingenomen, de laatste bondgenoot van Gent. Het stadje werd platgebrand en de bewoners afgeslacht.

## Radicalisering onder Filips van Artevelde en Franse tussenkomst
De blokkade van Gent werd almaar nijpender, ondanks hulp uit Brussel, Leuven en Luik. De honger begon tot inschikkelijkheid te leiden, en op een vredesconferentie in Harelbeke werd een akkoord onderhandeld, te bekrachtigen door een volksvergadering. In de volgende maanden werd het akkoord de inzet van een bloedige strijd binnen de stadsmuren, met de graanschippers als voornaamste voorstanders van de vrede en de wevers als tegenstanders. Op 24 januari 1382 kwam het volk bijeen op de Vrijdagmarkt om te beslissen. De tegenstanders kwamen met een verrassende zet: ze schoven Filips van Artevelde naar voren als nieuwe leider. Hij werd nipt uitgeroepen tot kapitein van Gent en in triomf naar het stadhuis gedragen.
Met zijn rechterhand Pieter van den Bossche begon hij rivalen uit de weg te ruimen, en ook de zonen van de moordenaars van zijn vader liet hij ombrengen. Artevelde voer een anglofiele koers, maar slaagde er niet in militaire steun te krijgen van de Engelsen. Ondanks drastische maatregelen werd ook hij wegens de honger naar de onderhandelingstafel gedwongen. In Doornik stelde de graaf bikkelharde eisen: de Gentenaars moesten voor hem verschijnen met een strop om de nek en hun verdict aanhoren. Artevelde weigerde, verliet de gesprekken, en waagde enkele dagen later een wanhoopspoging. Op 5 mei 1382 verscheen hij aan het hoofd van 4000 Gentse rebellen in Brugge, waar ze het grafelijke leger verrasten tijdens de Heilige Bloedprocessie en versloegen tijdens de slag op het Beverhoutsveld, mede doordat een deel van de Brugse milities tijdens de strijd overliep. De graaf werd met zijn resterende troepen Brugge binnen gedreven en kon ternauwernood aan de slachting ontkomen door 's nachts de singelgracht over te zwemmen. 
Na deze nederlaag riep Lodewijk van Male de hulp in van koning Karel VI van Frankrijk. Niettegenstaande zijn minachting voor de graaf, die de verkeerde paus aanhing, zegde de jonge koning op advies van Filips de Stoute toe. De Gentse revolte had ook Frankrijk, Engeland en zelfs Italië geïnspireerd, zodat Karel VI bereid was naar het noorden te trekken om de aspiraties van de derde stand in de kiem te smoren. Vanuit Atrecht drong zijn 10.000 man sterke leger via Komen Vlaanderen binnen. Het ontmoette de stadsmilitie van Artevelde in de Slag bij Westrozebeke. Lodewijk van Male kreeg een vernederende plaats in de achterhoede en moest toezien hoe de Fransen de oriflamme ontrolden, want een gevecht tegen aanhangers van paus Urbanus VI was een heilige strijd. De Gentenaars werden in de tang genomen en in nauwelijks twee uren vernietigend verslagen. Filips van Artevelde liet het leven op het slagveld.

## Voortzetting van de opstand onder Frans Ackerman

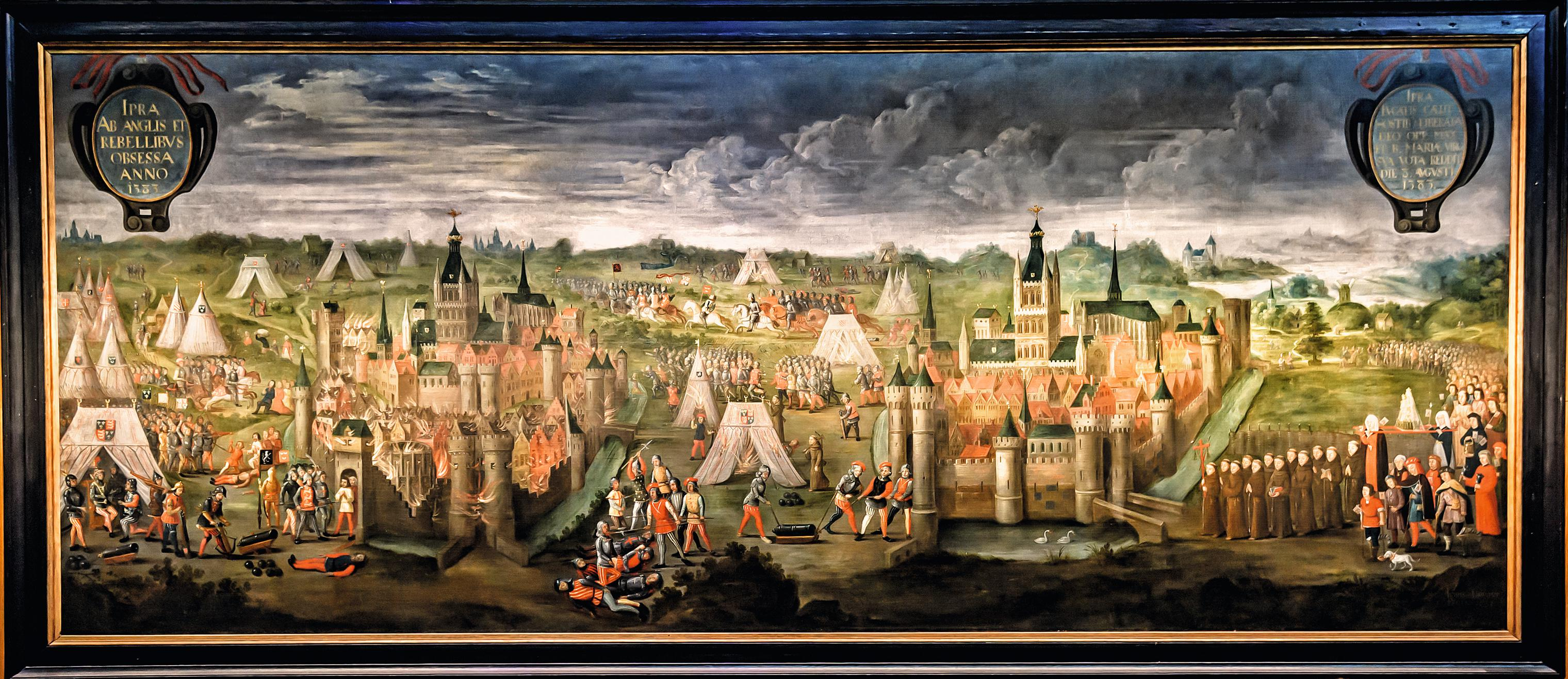
Joris Liebaert, Het Beleg van Ieper in 1383 (1657)

Na de slag verzuimden de Fransen Gent te onderwerpen. Ze gingen eerst Kortrijk plunderen en moesten vervolgens inderhaast terugkeren naar Frankrijk, waar Parijs en andere steden in opstand waren gekomen. Frans Ackerman nam samen met Pieter van den Bossche de leiding over en zag de kansen keren toen de Engelse bisschop Henry Despenser in het voorjaar van 1383 in Calais landde. Met Gentse hulp overwon hij in de Slag bij Duinkerke en nam hij vervolgens Kassel, Nieuwpoort, Diksmuide en andere Vlaamse steden in. Op aanraden van Gent sloeg Despenser op 8 juni het Beleg van Ieper. De Ieperlingen gaven hun te grote omwalling op, maar verdedigden zich hardnekkig in het centrum, tot een nieuw Frans-Bourgondisch leger hen begin augustus kwam ontzetten. De vlucht van de Engelsen deed het ergste vermoeden voor de Gentenaars, maar onverschrokken gingen ze Oudenaarde innemen om controle over de Schelde te verwerven. Ondertussen voerden de Fransen en de Engelsen vredesonderhandelingen. Tot ontzetting van Lodewijk van Male konden de Gentenaars meegenieten van het resultaat: op 26 januari 1384 werd een algemene wapenstilstand gesloten. De dood van de oude graaf enkele dagen later en zijn opvolging door Filips de Stoute leek de rust te bezegelen, maar door het hardhandige optreden van zijn grootbaljuw Jean de Jumont bleef het ongenoegen smeulen.
Een ontwikkeling in de Honderdjarige Oorlog bracht nieuwe vijandelijkheden. Aangevoerd door Frans Ackerman namen 1300 Gentenaars in juli 1385 Damme in, om zo de Franse koning Karel VI af te snijden van de vloot in Sluis waarmee hij van plan was Engeland binnen te vallen. Karel kwam met Filips de Stoute de stad belegeren, maar Ackerman bood stevig weerwerk met de hulp van Engelse boogschutters en een batterij kanonnen. Ackerman en zijn staf slopen op 16 augustus heimelijk weg uit de belegerde stad, wellicht omdat hij informatie had dat in Gent aan de poten van zijn regime werd gezaagd. De achtergebleven troepen vochten voor hun leven en probeerden op 26 augustus ook door de linies te breken, maar ze werden ontdekt, opgejaagd en gedood. 's Anderendaags werd de stad door de Fransen bestormd en in de as gelegd. Zo'n 200 overlevende Gentenaars werden naar Brugge gevoerd en onthoofd.
Voor Filips de Stoute ging het onderwerpen van Gent nu voor op de invasie van Engeland. Met Karel VI in touw rukte hij op naar de rebelse stad en vestigde op 1 september zijn hoofdkwartier in het kasteel van Ertvelde. Zoals Lodewijk van Male eerder merkte hij dat de stad zo goed als onneembaar was. Wat volgde was een meedogenloos afstropen van de Vier Ambachten, tot de belegeraars het met de winter in zicht voor bekeken hielden. Bijna niemand wilde een voortzetting van de oorlog de volgende zomer. De Gentenaars waren uitgeput, de Fransen wilden Engeland binnenvallen, en de Bourgondische hertog kon zijn rijkste gewest niet blijven destabiliseren.

## Vredesonderhandelingen en afloop
Kanselier Johannes Canard fluisterde Filips de Stoute in grootmoedig te zijn. De hertog volgde zijn raad en verbaasde in december de Gentse afgezant Jan van Heyle met de zachte vredesvoorwaarden die hij bereid was toe te staan. Even dreigde een gebrek aan nederigheid van de Gentse delegatie nog roet in het eten te strooien, maar uiteindelijk werd de Vrede van Doornik op 18 december 1385 ondertekend. De Gentenaars verbonden zich tot gehoorzaamheid aan de hertog en de beëindiging van de oorlog en hun verbond met de Engelsen. In ruil zag de hertog af van elke vorm van bestraffing en verleende hij een amnestie die zich ook uitstrekte tot de steden in het Gentse kamp. De bannelingen konden terugkeren en de gevangenen werden vrijgelaten. Alle Gentse privileges bleven gehandhaafd en de stad mocht zelfs kiezen welke paus ze erkende (lees: trouw blijven aan de paus in Rome).
De grootmoedigheid van Filips ondermijnde zijn gezag niet. Tot zijn dood in 1404 vonden er geen opstanden meer plaats in Vlaanderen. De economische situatie kon zich herstellen, want zes jaar onrust had erg nadelige gevolgen voor de handel en de economische activiteit in Vlaanderen.
De volgende grote Gentse opstand van de gilden en de stad volgde in 1449-1453 tegen Filips de Goede, die naar directe belastingen en invloed streefde.

## Gentse heren
Volgens de legende zou de Gentse delegatie, die zichzelf trots de titel van 'heren' aanmatigde, tijdens de onderhandelingen geen zitkussens gekregen hebben en dan maar hun kostbaar versierde mantels hebben samengevouwen tot kussen om ze nadien ostentatief uit protest te laten liggen. Ook de weigering van de delegatie om af te stappen van hun paard om de hertog en zijn gevolg te begroeten zou de Gentenaren de spotnaam en de voor de Bourgondiërs irriterende reputatie van 'Seigneurs de Gand' opgeleverd hebben. Deze verhalen zijn wellicht apocrief maar naar de geest niet onjuist.